# Grangeville
Grangeville é uma cidade localizada no estado americano de Idaho, no Condado de Idaho.

## Demografia
Segundo o censo americano de 2000, a sua população era de 3228 habitantes.
Em 2006, foi estimada uma população de 3177, um decréscimo de 51 (-1.6%).

## Geografia
De acordo com o United States Census Bureau tem uma área de
3,5 km², dos quais 3,5 km² cobertos por terra e 0,0 km² cobertos por água.

## Localidades na vizinhança
O diagrama seguinte representa as localidades num raio de 36 km ao redor de Grangeville.